# The Time Machine (Gary Burton)
The Time Machine is een studioalbum van Gary Burton . Het album is opgenomen op 5 en 6 april 1966 in de geluidsstudio B van RCA Victor in New York. De tiel van het album werd uitgelegd op de achterkant van de platenhoes van de elpee. Door het gebruik van multi-taping/overdubs, hetgeen voor Burton uitzonderlijk was, kon Burton heen en weer in de opnametijd. Diezelfde hoes geeft Norwegian Woods, een cover van een Beatlesnummer, als grootste voorbeeld. Burton speelt in dit nummer vibrafoon, piano en basmarimba; de stemmen zijn na elkaar opgenomen.

## Musici
- Gary Burton – vibrafoon, piano, marimba
- Steve Swallow – basgitaar
- Larry Bunker – drumstel

## Muziek
| Nr. | Titel                                                                       | Duur |
| --- | --------------------------------------------------------------------------- | ---- |
| 1.  | The Sunset Bell (Burton)                                                    | 5:04 |
| 2.  | Six-nix, Quix, Flix (Burton)                                                | 6:08 |
| 3.  | Interim I (Burton)                                                          | 1:36 |
| 4.  | Chega de Sausade (no more blues) (Antônio Carlos Jobim, Vinicius de Moraes) | 4:43 |
| 5.  | Childhood (Michael Gibbs)                                                   | 1:02 |
| 6.  | Deluge (Michael Gibbs)                                                      | 4:47 |
| 7.  | Norwegian Wood (This Bird Has Flown) (John Lennon, Paul McCartney)          | 3:26 |
| 8.  | Interim II (Burton)                                                         | 0:54 |
| 9.  | Falling Grace (Steve Swallow)                                               | 4:00 |
| 10. | My Funny Valentine (Richard Rodgers, Lorenz Hart)                           | 5:33 |